# Lucas Martínez Quarta
Lucas „Chino” Martínez Quarta (ur. 10 maja 1996 w Mar del Plata) – argentyński piłkarz występujący na pozycji środkowego obrońcy we włoskim klubie Fiorentina oraz w reprezentacji Argentyny. W trakcie swojej kariery grał też w River Plate. Posiada również obywatelstwo włoskie.